# Aricestii Zeletin
Aricestii Zeletin is een Roemeense gemeente in het district Prahova.
Aricestii Zeletin telt 1361 inwoners.